# Warren Westlund
Warren DeHaven Westlund (20. august 1926 - 13. februar 1992) var en amerikansk roer og olympisk guldvinder, født i Olympia, Washington.
Westlund var en del af den amerikanske firer med styrmand, der vandt guld ved OL 1948 i London. Bådens øvrige besætning var Bob Martin, Bob Will, Gordy Giovanelli og styrmand Allen Morgan. Amerikanerne sikrede sig guldmedaljen foran Schweiz og Danmark, der fik henholdsvis sølv og bronze. Det var det eneste OL Westlund deltog i, og det var desuden eneste gang USA vandt guld i denne disciplin, der blev fjernet fra OL-programmet efter OL 1992 i Barcelona.

## OL-medaljer
- 1948:  Guld i firer med styrmand